# ويليام هايس
ويليام هايس (بالإنجليزية: William Heise)‏ هو منتج أفلام ومصور سينمائي ومخرج أمريكي، ولد في 1847، وتوفي في 14 فبراير 1910.

## وصلات خارجية
- ويليام هايس على موقع IMDb (الإنجليزية)
- ويليام هايس على موقع ألو سيني (الفرنسية)
- ويليام هايس على موقع أول موفي (الإنجليزية)
- ويليام هايس على موقع قاعدة بيانات الفيلم (الإنجليزية)
- ويليام هايس على موقع كينوبويسك (الروسية)